# Vlado Poslek
Vlado Poslek (Belišće, 16. listopada 1969.), hrvatski kanuist.
Natjecao se na Olimpijskim igrama 1992. u kategoriji C–1 1.000 m, a osvojio je 13. mjesto.
Na Mediteranskim igrama 1991. je osvojio broncu u kategoriji C–1 1.000 m, na mirnim vodama.
Bio je član Belišća.